# Dog Days
Dog Days (ドッグデイズ Doggu Deizu, DOG DAYS) là một loạt phim truyền hình anime Nhật Bản được tạo ra bởi Tsuzuki Masaki, còn được biết đến với vai trò là người tạo ra Magical Girl Lyrical Nanoha và được sản xuất bởi Seven Arcs và Aniplex dưới sự chỉ đạo của Kusakawa Keizo. Câu chuyện xoay quanh một cậu bé tên là Izumi Shinku, được công chúa Millhiore triệu hồi đến một thế giới khác để bảo vệ đất nước của Millhiore, Cộng hòa Biscotti, khỏi vương quốc láng giềng Galette. Sê-ri dài 13 tập trên Tokyo MX và các kênh khác từ tháng 4 đến tháng 6 năm 2011. Mùa thứ hai, có tên Dog Days', dài 13 tập từ tháng 7 đến tháng 9 năm 2012. Mùa thứ ba, có tên Dog Days'', dài 12 tập từ tháng 1 đến tháng 3 năm 2015.

## Cốt truyện
Izumi Shinku là một cậu bé có gốc Nhật và Cornwall, vui vẻ và khỏe khoắn, học tại trường Quốc tế Kinokawa ở Nhật Bản, và có một cuộc sống bình thường hàng ngày cho đến khi cậu đột nhiên được triệu hồi đến thế giới thay thế của Flonyard (フロニャルド Furonyarudo). Những người ở đó trông không khác gì con người, ngoại trừ một điều; chúng có tai và đuôi động vật. Người triệu hồi anh ta là Millhiore, Công chúa giống chó của Cộng hòa Biscotti (ビスコッティ共和国 Bisukotti Kyōwa-koku), người đã yêu cầu anh ta hỗ trợ chống lại lực lượng giống mèo của Galette Lion Dominion (ガレット獅子団領 Thống lĩnh Sư tử Galette).
Sau khi đáp lại lời cầu xin của Millhiore, anh ta nhận được một vũ khí thiêng liêng, Palladion (パラディオン Paradion), và được chỉ định làm Anh hùng chiến đấu cho Biscotti trong một cuộc chiến không giống như ở Trái đất, được tiến hành với các quy tắc đặc biệt và không có thương vong, theo kiểu tương tự như một cuộc thi thể thao với mục đích gây quỹ cho các Vương quốc tham gia, trong đó phe thắng đòi một số tiền lớn hơn phe thua. Sau khi giành chiến thắng trong trận chiến đầu tiên giành lấy Biscotti, Shinku biết rằng khi một anh hùng được triệu hồi vào Flonyard, anh ta sẽ không thể trở về thế giới quê hương của mình, một sự thật mà Millhiore cũng không hề hay biết. Trong khi các nhà khoa học của Biscotti tìm cách để anh ta trở về nhà, anh ta quyết định tiếp tục phục vụ Millhiore như một anh hùng của Biscotti trong 16 ngày.
Sau khi trở về nhà thành công, Shinku được triệu tập hết lần này đến lần khác (khi các điều kiện đã được đáp ứng), đến thăm Flonyard trong khi bắt đầu cuộc phiêu lưu ăn bám với họ, đi cùng với anh họ và vận động viên đối thủ Nanami Takatsuki, người được chọn trở thành Anh hùng của Galette, và bạn thân Rebecca Anderson, người cũng được Công quốc Pastillage (パスティヤージュ公国 Pasutiyāju Kōkoku) chọn trở thành anh hùng của họ.

## Truyền thông

### Anime
Bộ anime, được sản xuất bởi Aniplex và Seven Arcs,  được đạo diễn bởi Kusakawa Keizo, phần sáng tác của bộ bởi Tsuzuki Masaki, thiết kế nhân vật bởi Sakata Osamu, âm nhạc của I'm Sound, Iuchi Maiko, Natsume Susumu và Isshiki Yui, và sản xuất do công ty sản xuất Dự án DD. Bộ phim được phát sóng 13 tập từ ngày 2 tháng 4 đến ngày 25 tháng 6 năm 2011, trên Tokyo MX, Tochigi TV, Gunma TV, Chiba TV, TVK, TV Saitama và MBS, với các buổi chiếu tiếp theo trên Chubu-Nippon Broadcasting và BS11. Sáu tập DVD và Blu-ray Disc (BD) đã được Aniplex phát hành từ ngày 27 tháng 7 đến ngày 21 tháng 12 năm 2011. Bài hát mở đầu của bộ truyện là "Scarlet Knight" của Mizuki Nana và bài hát chủ đề kết thúc là "Presenter" của Horie Yui, đều do Elements Garden sản xuất và sáng tác. Bài hát kết thúc cho tập 13 là "Miracle Colors" của Horie Yui. Các bài hát phụ của bộ này là "Kitto Koi wo Shiteiru" (きっと恋をしている Chắc chắn đang yêu) trong tập 5 và "Promised Love ~Daisuki x 100~" (Promised Love ~ダイスキ x 100~ Tình yêu đã hứa ~Tớ rất thích cậu × 100~) trong tập 11. Cả hai bài hát đều do Horie Yui hát. Một cuốn sách hướng dẫn về bộ truyện, được gọi là Dog Days: Memory of Flonyard, được phát hành bởi Kadokawa Shoten vào ngày 26 tháng 1 năm 2012.
Phần thứ hai của anime, có tên Dog Days' (ドッグデイズダッシュ Doggu Deizu Dasshu, Dog Days Dash), đã phát sóng 13 tập từ ngày 7 tháng 7 đến ngày 29 tháng 9 năm 2012, trên Tokyo MX, với các tập tiếp theo trên Chubu-Nippon Broadcasting, Chiba TV, TV Kanagawa, TV Saitama, Tochigi TV, Gunma TV, KBS Kyoto, Sun Television, và BS11. Kusakawa Keizo không trở lại làm đạo diễn cho mùa giải, thay vào đó là Nishimura Junji. Crunchyroll đã cung cấp một mô phỏng của phần thứ hai bắt đầu vào ngày 14 tháng 7 năm 2012, với phần đầu tiên sẽ được tải lên vào một ngày sau đó. Tập tổng hợp DVD và BD sẽ được phát hành bởi Aniplex, bắt đầu từ ngày 26 tháng 9 năm 2012.  Nhạc nền mở đầu cho mùa thứ hai là "Fearless Hero" của Mizuki Nana và bài hát chủ đề kết thúc là "Natsu no Yakusoku" (夏の約束 Lời hứa Mùa hè) của Horie Yui. Các bài hát chèn là "Heart Relation" trong tập 8 và "Shiny Heart Shiny Smile" trong tập 12, cả hai đều do Horie Yui hát. Bài hát "Miracle Colors" của Horie Yui, là bài hát kết thúc phần 1 tập 13, cũng là bài hát chèn cho tập 11.
Vào tháng 11 năm 2012, phần thứ ba đã được công bố. Vào ngày 24 tháng 6 năm 2014, nhà làm phim hoạt hình Kikuchi Katsuya, thông qua Twitter, đã yêu cầu những người theo dõi của anh ấy đợi lâu hơn một chút vì mùa thứ ba vẫn đang trong quá trình sản xuất. Anh ấy cũng tuyên bố rằng nhiều thông tin liên quan đến mùa thứ ba của anime sẽ được tiết lộ. Loạt phim, có tên Dog Days'', chạy dài 12 tập trên Tokyo MX từ ngày 10 tháng 1 đến ngày 28 tháng 3 năm 2015. Bài hát mở đầu cho mùa 3 là "No Limit" của Mizuki Nana và bài hát kết thúc là "Stay With Me" của Horie Yui.

### Ấn bản
Một bộ light novel chuyển thể từ Dog Days, do Tsuzuki Masaki viết và Habane Kiro minh họa, đã được đăng dài kỳ từ tháng 3 đến tháng 7 năm 2011 trên tạp chí Newtype của Kadokawa Shoten, được xuất bản dưới nhãn hiệu Kadokawa Sneaker Bunko của họ.
Chuyển thể manga do Fujima Takuya minh họa đã được Kadokawa Shoten đăng nhiều kỳ trên nhiều tạp chí. Chương đầu tiên được đăng nhiều kỳ trên tạp chí Newtype tháng 4 năm 2011; chương thứ hai và thứ ba được đăng nhiều kỳ trong số tháng 5 năm 2011 của Comptiq; và chương thứ tư đã được đăng nhiều kỳ trong Comp Ace. Các chương sau đó được Kadokawa Shoten thu thập thành một tập tankōbon, xuất bản vào ngày 26 tháng 10 năm 2011, dưới nhãn hiệu Comics Ace của họ.
Tuyển tập truyện tranh dài 142 trang được xuất bản bởi Kadokawa Shoten vào ngày 22 tháng 9 năm 2011, dưới tác giả Comics Ace của họ. Hirofumi Naruse minh họa bìa truyện tranh. Mười bốn nghệ sĩ khác nhau đã đóng góp cho truyện tranh.